# Echinaster purpureus
Echinaster purpureus is een zeester uit de familie Echinasteridae.
De wetenschappelijke naam van de soort werd in 1840 gepubliceerd door John Edward Gray.